# 曾智華
曾智華（英語：Luke Tsang Chee-wah，1954年1月8日—），香港電台第二台的前電台節目主持人，花名有「陸軍裝」和「Luke Sir」。他於2014年1月7日退休，退休前最後主持的節目包括《晨光第一線》和星期六早上的《LTV Café》，亦曾擔任香港電台電台部中文台節目發展總監。

## 背景
曾智華早年於灣仔長大，就讀寶血幼稚園、寶血小學（小一至小四）、聖若瑟小學（小五至小六、1965年畢業）以及聖若瑟書院（1967年至1972年），中五畢業後因香港中學會考公開試成績差而未能於原校升讀預科，遂轉往新法書院入讀一年中六，便考入羅富國教育學院（1973年至1975年）。及後考入美國夏威夷大學修讀語言傳播學士（1975年至1977年），於1978年加入香港電台，初期擔任電視部編導，是長壽現場直播電視節目《城市論壇》的開創人之一。2000年代初取得香港大學碩士資格。
曾智華其後加入電台部，並出任香港電台其中一個最長壽節目《晨光第一線》的主持人，期間獲選為十大電台節目主持。他和車淑梅兩人，更曾經在這個節目中合作超過一萬小時，成為了當時最合拍的組合之一，合拍程度甚至令人以為他們是夫妻關係，而實際上只是好拍檔。曾智華於2014年1月7日六十歲生日前夕離開節目發展總監崗位，事緣他被香港電台高層勸退，對外以退休為理由離職。

## 曾主持節目

### 第二台
- 《清談一點鐘》
- 《晨光第一線》
- 《LTV Café》

### 電視部
- 《城市論壇》
- 《傳媒春秋》
- 《警訊》
- 《香港領袖系列》
- 《五稜鏡》

## 參與寫作

### 著作
- 《拖住老婆去旅行：台灣篇（上集）》- 2015年6月 經濟日報出版社
- 以下姓名後標註†者為已逝人物。
- 1989年《當代香港精英》負責訪問鄧蓮如、利國偉†、張敏儀、陳祖澤、胡菊人、倪匡†、亦舒、林建岳、潘迪生、張鑑泉†、廖瑤珠†、梁振英、丘李賜恩、孫秉樞†、李忠琛†、雲影畦、葉特生、鄭君略、方黃吉雯、梁展文、吳靄儀、馮載祥、鍾偉明†、鍾景輝、李英豪、余錦基及蘇燿祖。

### 专栏
- 我要退休

## 外部連結
- 香港電台網頁對曾智華的介紹 （页面存档备份，存于）